# Dětská podélně plochá noha

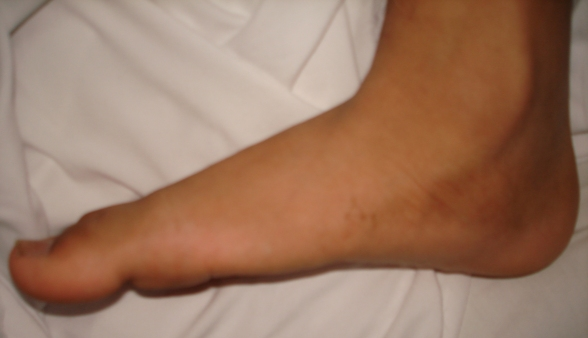
Plochá noha

Dětská podélně plochá noha (latinsky Pes planovalgus, německy Plattfuß, anglicky flat foot) je deformita nohy v růstovém věku, kdy dochází vlivem laxicity vazů k oploštění mediální části podélné klenby nohy a ke zvýšené valgozitě (vbočenost) patní kosti. Jde o nejčastější ortopedickou diagnózu.

## Etiologie
Přesná příčina není známa, postižení však bývá familiární (rodinné). Jednou z možných příčin je chabost vazů, jako součást generalizovaných syndromů (Downův syndrom, Ehlers-Danlosův syndrom, Marfanův syndrom), dále svalová slabost, přítomnost os tibiale externum, porušení periferních nervů, u poliomyelitidy, u DMO, při juvenilní revmatoidní (idiopathické) arthritidě. Ke vzniku dále přispívá obezita, oslabení při celkových onemocněních, dlouhodobé nošení nevhodné obuvi a malnutrice.

## Klinické projevy
Při ploché noze dochází k abnormálnímu snížení podélné klenby nožní nebo jejímu vymizení. Charakteristické je valgózní postavení paty, pokles hlezenní kosti (talu) plantárně a mediálně, abdukce předonoží (zpočátku může být kompensováno addukcí), dále vnitřní rotace osy hlezenního kloubu, v počáteční fázi supinace a dále pronace prvního paprsku. Mediální klenba se stává zřetelnou ve druhém roce života (v kojeneckém věku je klenba vyplněna tukovým polštářem, což vede k dojmu ploché nohy – „fat foot is not a flat foot“). Jako patologický nález v předškolním věku je hodnoceno chybění tohoto mediálního vyklenutí (podélní klenba se vyvíjí přibližně do 6 let věku života).
Flexibilní plochá noha je většinou asymptomatická (spíše jen kosmetický problém), obtíže se dostavují až u starších a obézních dětí (únavnost, bolesti mediální strany nohy při delším stání, příp. bolesti lýtka). Během zatížení dochází k excesivní everzi (nadměrnému obrácení/převrácení) paty, abdukci přednoží, což má za následek, že se talu a os naviculare dotknou podložky. Mediální sloupec chodidla (kost hlezenní, kost loďkovitá, ossa cuneiformia, metatarsy) se zdá být delší než laterální. Těžnice se posouvá mediálně, je přetížen mediální okraj chodidla. Počáteční kompenzace se projevuje chůzí špičkami dovnitř. S trváním plochonoží se vyvíjí myostatická kontraktura (zkrácení) m. triceps surae.

## Funkční vyšetření

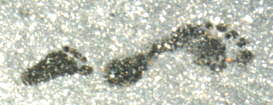
Otisk nohy dítěte (vlevo) s plochou nohou a matky (vpravo) se správnou nožní klenbou

Při funkčním vyšetření lze v hlezenním i subtalárním kloubu pozorovat normální pohyb, při stoji na špičkách se klenba koriguje, pata přechází z valgozity do lehké varozity. Patrné je omezení pohybu, oslabené nebo chybějící vyklenutí ve stoji na špičkách. Plochou nohu dělíme dle nálezu na několik stupňů:
1. stupeň – oploštění klenby pouze při zatížení, při odlehčení se klenba vyrovnává (plantogram: podélná klenba oploštělá, ale stále patrná)
2. stupeň – oploštění trvá i na noze odlehčené, pasivně lze převést nohu do normálního tvaru (plantogram: podélná klenba chybí)
3. stupeň – mediální okraj nohy konvexní, klenbu nožní nelze pasivně korigovat (plantogram: hlavice hlezenní kosti prominuje plantárně a mediálně)

Hodnocení se provádí plantogramem (otiskem nohy na papír) nebo podoskopem (pohledem na zatíženou plosku nohy stojící na skleněné desce). Vždy je třeba odlišit talus verticalis.

## Rentgenový obraz
Na bočním snímku u normálně zatížené nohy leží osy talu, os naviculare, os cuneiforme mediale a I. metatarsu v jedné linii. S poklesem klenby nožní se tato linie různě lomí. Úhel mezi kostí patní a horizontálou je u normální nohy kolem 25°, u ploché nohy se snižuje.

## Léčba
Důležitá je prevence, tzn. nepovzbuzování dětí k předčasnému vstávání a chůzi, dokud svalstvo nezesílí tak, že vztyk provedou samy. Nepřetěžování dětí stáním a chůzí do únavy, obuv dostatečně široká ve špičce, netísnící a nebránící pohybu prstů v botě, důležitá je také dostatečná stimulace propriocepce nohy - nechat dítě chodit naboso ve vhodném terénu. V neposlední řadě jde i o korekci nadváhy.

### Konzervativní léčba
Konzervativní léčba se indikuje při flexibilní ploché noze. Názory na postup jsou však nejednotné. Značný počet nohou se upraví spontánně růstem. Do konzervativní léčby se počítá cvičení krátkých svalů nohy (dnes již nedoporučováno - efekt není prokázána a může způsobit vznik kladívkovitých prstů) a protahování svalů lýtkových. Vhodné jsou výpony na špičky či chůze naboso po hrubém terénu. Doporučují se ortopedické vložky (stupně B2 a B3) a obuv individuálně zhotovená dle plantogramu, jež zabraňuje vychylování paty.

### Operační léčba
Operační léčba se indikuje při bolestech a u dětí starších 13 let. Nejúčinnější je trojí déza sub talo. Dalším zákrokem je prolongační osteotomie patní kosti (dnes, Evans a Mosca) v blízkosti CC kloubu. Kost patní je v poměru k hlezenní kosti zkrácena, laterální sloupec nohy je prodloužen vložením štěpu z lopaty kosti kyčelní po příčné osteotomii kalkaneu v místě mezi přední a střední kloubní fazetou.